# حبق إيرفني
حبق إيرفني (الاسم العلمي:Ocimum irvinei) هو نوع من النباتات يتبع جنس الحبق من الفصيلة الشفوية.
سمي هذا النوع نسبةً إلى عالم النبات البريطاني فريدريك روبرت إيرفن.